# Evangelio de Juan

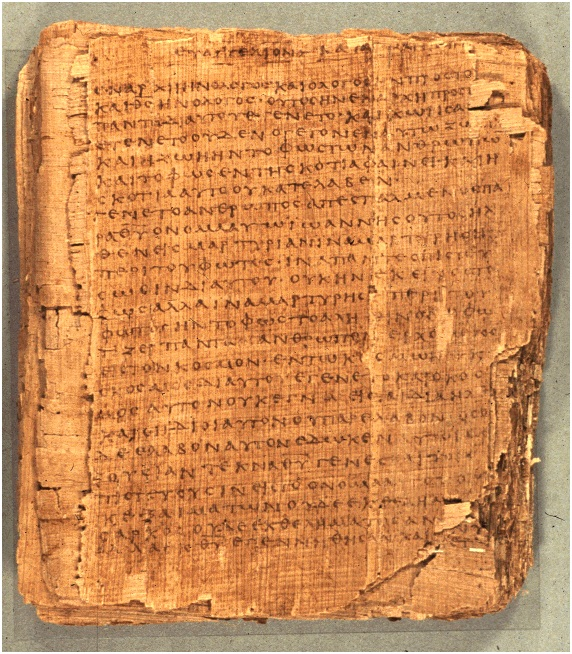
Primer folio del papiro 66 (^{66}), códice datado del año 200, en el que se observa la sobreinscripción del nombre del Evangelio de Juan. Se trata de un papiro de Categoría I según la clasificación de Kurt Aland y Barbara Aland.

El Evangelio de Juan, abreviado Jn, es el cuarto de los evangelios canónicos que conforman el Nuevo Testamento cristiano. Se caracteriza por las marcadas diferencias estilísticas y temáticas, así como por las divergencias en su esquema cronológico y topográfico respecto de los otros tres, llamados evangelios sinópticos (Mateo, Marcos y Lucas).
El Evangelio de Juan no solo contiene muchos pasajes sin equivalente en los otros evangelios canónicos, sino que aun los pasajes con cierta similitud son presentados de forma totalmente diversa en cuanto al contenido, al lenguaje, a las expresiones y giros con que predica Jesús de Nazaret y a los lugares de su ministerio. La tradición apostólica atribuye la autoría de este evangelio a Juan el Apóstol y Evangelista, aunque, dada la falta de unidad en su redacción final, el estilo y la fecha supuesta de redacción (en torno al año 90 d. C.), entre otros puntos, se cuestiona tanto la autoría en sí como sus alcances (redactor, comunidad responsable). Existe la posibilidad de que el Evangelio de Juan fuera fruto de la comunidad fundada alrededor de uno de los discípulos de Jesús, presentado en el evangelio con el título de «el discípulo a quien Jesús amaba», quizás la de Éfeso.
Entre las características del Evangelio de Juan, se acepta ampliamente la de ser un escrito para la meditación en el que sobresalen los discursos como forma de reflexión en torno a la figura de Jesús de Nazaret, a quien se presenta desde el prólogo como el Logos, es decir, la Palabra eterna de Dios. Es un evangelio sumamente simbólico y litúrgico, que enmarca el ministerio público de Jesús en la sucesión de festividades judías (entre ellas, la Pascua judía, la Fiesta de la dedicación o de las luminarias y la Fiesta de los tabernáculos o de las tiendas). Muchos estudiosos han visto en el Evangelio de Juan un carácter marcadamente místico.
Las polémicas que rodean el Evangelio de Juan son el resultado de su singularidad. No se trata de una obra corriente: se disputa su autor, el ambiente que haya podido influir en su pensamiento y sus modos de expresión, su estructura literaria, sus fuentes y hasta la naturaleza del libro. Con todo, siempre fue recibido sin reticencias por parte de la Gran Iglesia. La bibliografía sobre el Evangelio de Juan se acrecentó mucho en el siglo XX, y hoy es sumamente abundante. Junto con los numerosos análisis que de él se hicieron, se puso aún más de manifiesto su profundidad, que supera el marco estrictamente religioso (cristológico, soteriológico y eclesiológico) y que, a través del tiempo, alcanzó los más diversos campos de la cultura y de las artes.

## Papirología del evangelio

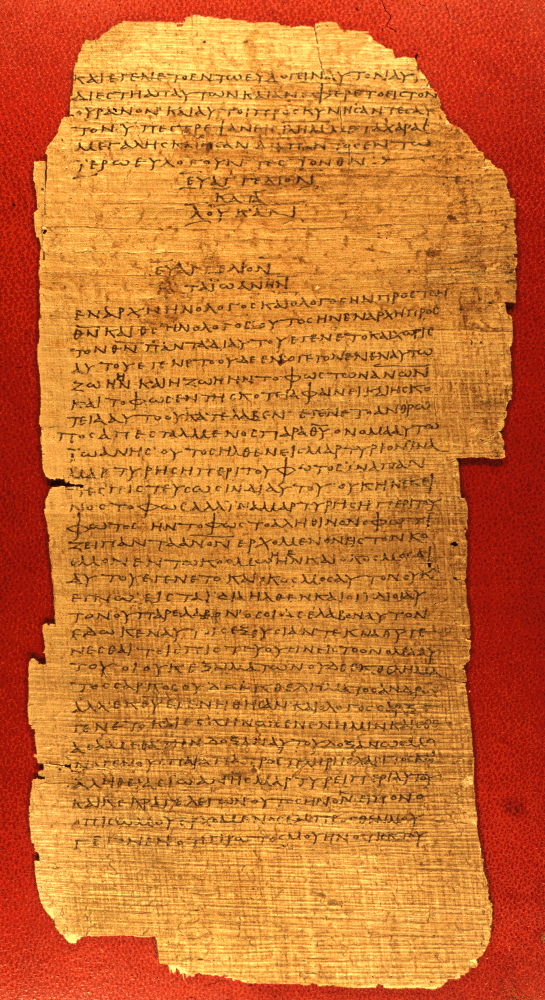
Imagen del papiro 75 (^{75}), que muestra el final del Evangelio de Lucas y el comienzo del Evangelio de Juan. Datado de 175-225.

Existen numerosos papiros que contienen fragmentos del Evangelio de Juan. Algunos de ellos presentan una escritura que data de fechas muy próximas al momento estimado de redacción del evangelio.
Se destacan particularmente los siguientes, catalogados según la clasificación de Aland y Aland, como papiros de Categoría I:
- El papiro 52 o papiro Biblioteca Rylands {\displaystyle {\mathfrak {P}}}52, conocido también como el fragmento de San Juan. Se trata del manuscrito en estado fragmentario del Evangelio de Juan más antiguo conocido hasta el momento. Se conserva en la biblioteca John Rylands, Mánchester (Reino Unido). Su datación de alrededor del año 135 es uno de los factores decisivos en la determinación del terminus ad quem (fecha más tardía en que se puede haber compuesto el evangelio).
- El papiro 66, también llamado {\displaystyle {\mathfrak {P}}}66. Es un códice casi completo del Evangelio de Juan, que forma parte de la colección conocida como los papiros Bodmer. Se trata de un caso único, por el nivel de integridad y conservación de un material datado de fines del siglo II o principios del siglo III.
- El papiro 75, conocido como {\displaystyle {\mathfrak {P}}}75, o papiro Bodmer XIV-XV, datado de 175-225. Abarca vastas secciones de los evangelios de Lucas y de Juan. Constituye el manuscrito más antiguo encontrado que mantiene unidos a dos evangelios y fue interpretado como evidencia de que las comunidades cristianas primitivas ya manejaban estos materiales como una unidad.

## Datación
La datación mayoritaria sitúa a este evangelio en los años 90 d. C.
Las dataciones más tardías están limitadas por el papiro P52 (hacia 125-150), y por la mención y cita del gnóstico Basilides así como por las menciones al Evangelio de Juan que hacen Justino Mártir, Ptolomeo, Heracleón y Taciano anteriores al año 180 junto con las de Ireneo de Lyon y el Fragmento muratoriano hacia el año 180, así como Clemente de Alejandría y Tertuliano hacia 200.
Las dataciones más tempranas (P. Gardner-Smith; A. T. Olmstead; E. R. Goodenough; H. E. Edwards; B. P. W. Starther Hunt; K. A. Eckhardt; R. M. Grant; G. A. Turner; J. Mantey; W. Gericke; E. K. Lee; L. Morris; S. Temple; J. A. T. Robinson) se basan en los siguientes argumentos:
- Se describe la ciudad de Jerusalén que existía antes de ser completamente arrasada en el año 70, con detalles que han sido corroborados por estudios arqueológicos (W. F. Albright; R. D. Potter; Joachim Jeremias). Las descripciones de Jerusalén siempre se hacen en tiempo presente, nunca en pasado.
- El ambiente descrito en el evangelio corresponde al que había antes de la rebelión del 66. (Charles Harold Dodd)
- No presenta ninguna profecía acerca de la destrucción de Jerusalén. En Jn 2,19 hay un comentario de Jesús cargado de simbología con respecto a la destrucción del templo y a su resurrección al tercer día.
- Aunque algunos autores afirman que la cristología de este evangelio estaba más elaborada y avanzada que la de los sinópticos, otros sostienen que presenta una cristología primitiva. La mayor dificultad de esta teoría es la afirmación de la preexistencia del Verbo en Jn 1,1. Sin embargo, la idea de la preexistencia de la palabra creadora de Dios ya estaba presente en la literatura sapiencial judía (Pr 8,22-31; Eclo 24,1-22; Sab 9,1) y en el Tárgum. Por otro lado, la identificación de Jesús con la Sabiduría de Dios está presente también en los sinópticos.
- No presenta referencias a los gentiles, al contrario de lo que ocurre en los sinópticos.
- Jn 21 parece indicar que Pedro había muerto al momento de la composición. Un gran número de autores consideran que este capítulo final es un añadido. El capítulo parece salir al paso de especulaciones acerca de si, tras la muerte de los principales representantes del cristianismo (Santiago "el hermano del Señor" en el año 62 y Simón Pedro hacia el 64), Juan sobreviviría hasta la segunda venida del Cristo. Se sitúa así, este capítulo, del año 65 en adelante, sin poder definir más la fecha.

## Lugar de composición, autor y lengua original
Véase también: Controversias sobre la autoría del Evangelio de Juan

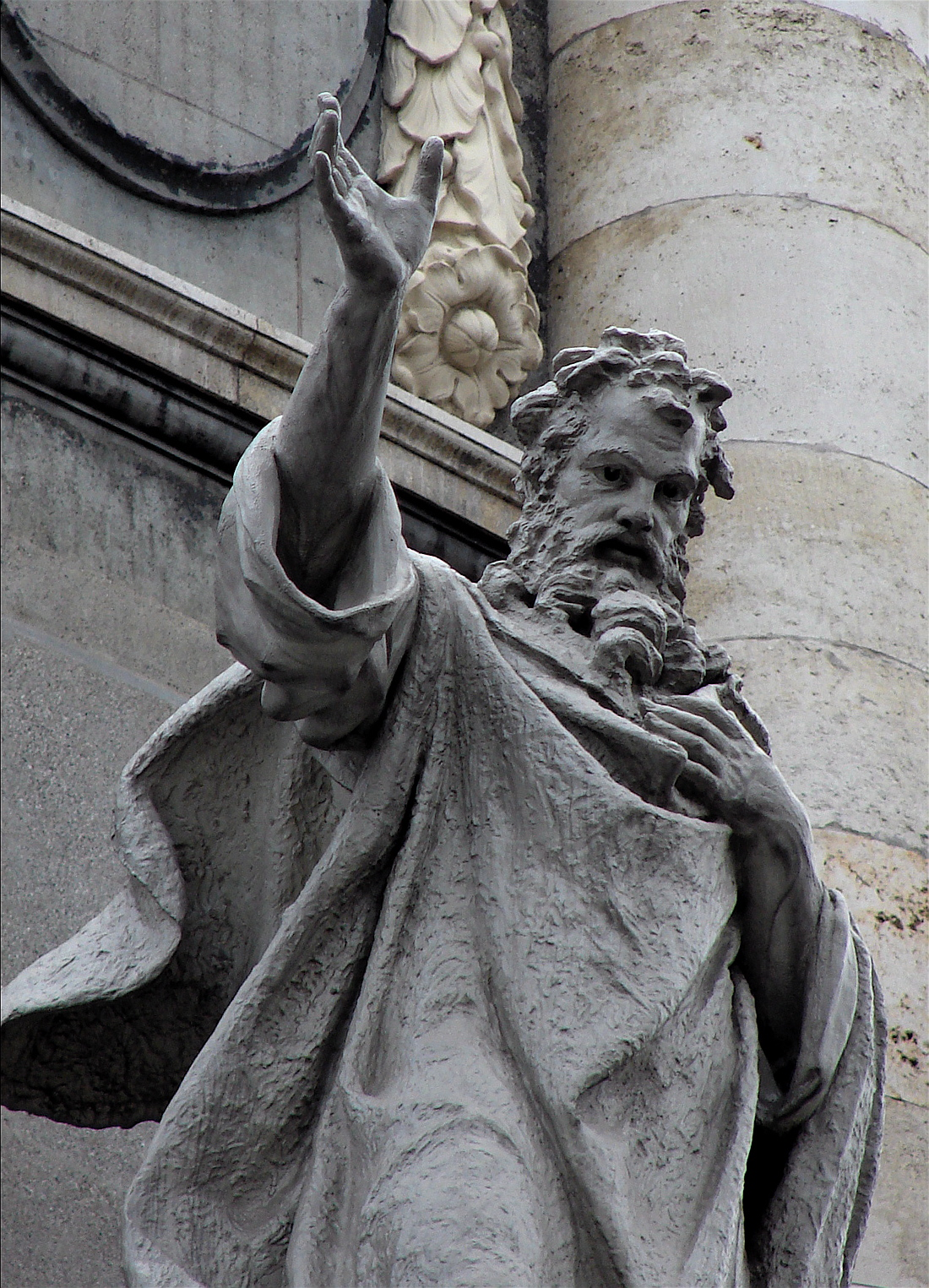
Estatua que representa a Ireneo de Lyon. A fines del, este Padre de la Iglesia señaló a Éfeso como lugar de composición del Evangelio de Juan, lo cual es compartido hoy por la mayoría de los especialistas. Escultura de Carl Rohl Smith, 1883-84, Iglesia de Mármol (Copenhague, Dinamarca).

Ireneo de Lyon (ca. 130 - ca. 202) señaló a Éfeso como lugar de composición del Evangelio de Juan, datándolo del reinado del emperador Trajano (98 a 117). La época del comienzo del mandato de Trajano coincidiría con la datación de muchos especialistas, tal como se mencionó anteriormente.

«[...]Por fin Juan, el discípulo del Señor «que se había recostado sobre su pecho» (Jn 21:20; 13:23), redactó el Evangelio cuando residía en Éfeso[...]»
Ireneo de Lyon

«[...]todos los presbíteros de Asia que, viviendo en torno a Juan, de él lo escucharon, puesto que éste vivió con ellos hasta el tiempo de Trajano. Algunos de ellos vieron no solamente a Juan, sino también a otros Apóstoles, a quienes han escuchado decir lo mismo.»
Ireneo de Lyon

«Finalmente la Iglesia de Éfeso, fundada por Pablo, y en la cual Juan permaneció hasta los tiempos de Trajano, es también testigo de la Tradición apostólica verdadera.»
Ireneo de Lyon

La mayoría de los escrituristas acepta el dato del lugar de composición propuesto por Ireneo. En cambio, B. P. W. Stather-Hunt y G. W. Broomfield se inclinaron por Alejandría debido a la difusión que el Evangelio de Juan tuvo en Egipto. W. Bauer y Burney argumentaron a favor de Antioquía u otro lugar de Siria. También se ha propuesto algún lugar hacia el este del lago de Tiberíades dentro del reino de Herodes Agripa II,pero estos argumentos han recibido escasa aceptación. Según Raymond Edward Brown, Éfeso continúa ostentando la primacía entre las demás candidaturas a la identificación como lugar en que se compuso el Evangelio de Juan, por la casi unanimidad de las voces antiguas que tratan del tema y por el paralelismo entre el Evangelio de Juan y el Apocalipsis, obra que pertenece claramente al área de influencia de Éfeso.
En nuestros días, se admite en general que la lengua original del Evangelio de Juan es la koiné, una variedad del griego. Algunos autores plantearon la hipótesis de un texto original desaparecido en arameo. Esta hipótesis fue revisada extensamente, pero no tuvo aceptación entre los especialistas.
Ireneo atribuyó la autoría tanto de este evangelio como del Apocalipsis al discípulo de Jesús llamado Juan. Suponiendo que el texto se compusiera en los años 90, el autor habría sido entonces un anciano de edad avanzado. Esta teoría fue puesta en duda ya en el siglo III por Denis de Alejandría. Hoy día, la mayoría de historiadores son escéptico a que el apóstol Juan escribiese alguno de los textos citados.

## Estructura
El evangelio presenta una interrupción notable al final del capítulo 12 admitida por todos los comentaristas, por lo que la obra queda dividida en dos partes principales, a la que se suma un añadido o epílogo general.
- Primera parte: capítulos 1 al 12. A esta parte se la suele llamar el Libro de los Signos, ya que contiene signos o señales realizadas por Jesús para que crean en él: la conversión de agua en vino en las bodas de Caná (capítulo 2), la curación del hijo de un funcionario real (capítulo 4), la curación de un enfermo en la piscina de Bethesda y Jesús caminando sobre el mar (capítulo 5), la multiplicación de los panes y los peces (capítulo 6), la curación del ciego de nacimiento (capítulo 9), la resurrección de Lázaro (capítulo 11). Se hipotetizó que esta primera parte del Evangelio de Juan podría derivar de una fuente anterior, a la que se llamó el Evangelio de los Signos.

Esta primera parte tiene un prólogo bastante desarrollado, y un epílogo.
- Segunda parte: capítulos 13 al 20. Se lo suele llamar el Libro de la Pasión.

La segunda parte tiene un prólogo sumamente breve, y un epílogo.
- Epílogo de la obra: capítulo 21. Consta de un cuerpo propiamente dicho, y de su epílogo.

En la primera parte se reitera con insistencia que todavía no ha llegado la hora. En el capítulo 12 se anuncia que esa hora ha llegado, y en la segunda parte se describe lo que sucede en esa hora, ya desde su prólogo: se trata de la hora de Jesús de pasar de este mundo al Padre, la hora de su glorificación.
Así, en el Evangelio de Juan se distinguen dos tiempos: la primera parte, cuando todavía no ha llegado la hora, Jesús se revela a través de signos o gestos simbólicos. En la segunda parte, habiendo llegado la hora, la revelación se produce en la crucifixión y muerte de Jesucristo, tiempo de su glorificación.

### Prólogo inicial
Una característica propia del Evangelio de Juan es su gran obertura coral, la introducción (1:1-5) que ha sido y es base del Credo cristiano. Solo el Evangelio de Juan inicia su obra con un himno para ser cantado por la comunidad antes de la lectura del evangelio. El origen de este himno es desconocido y se discute si el mismo autor del evangelio lo escribió o si lo tomó de otra fuente. Se suele sostener la hipótesis de que el autor del evangelio, una vez que su obra estuvo terminada, escribió el prólogo como himno que contiene las ideas centrales del evangelio, las claves para su comprensión.
En el prólogo del Evangelio de Juan se presenta al Logos (Λóγος), la «Palabra» de Dios, en su itinerario desde antes de la creación hasta la encarnación de Jesucristo. En el desarrollo del Evangelio de Juan se presenta que la Palabra estaba en Dios, que es una con el Padre, y que preexistía a la creación del mundo; que fue enviada al mundo por el Padre, para llevar a cabo su misión: transmitir al mundo la gracia y la verdad, y que concluida su misión vuelve al Padre. Juan 1:1 dice:

εν αρχη ην ο λογος και ο λογος ην προς τον θεον και θεος ην ο λογος
En el principio era el Logos y el Logos era con Dios y el Logos era Dios.

Traducido al latín en la Vulgata: In Principio erat Verbum et Verbum erat apud Deum et Deus erat Verbum
en el principio era el Verbo [la palabra razonada] y el Verbo era con Dios el Verbo era Dios .

### Composición
Se percibe que algunos pasajes del Evangelio de Juan parecen desordenados o, al menos, no muy elaborados en su edición definitiva. Hay textos que no corresponden con el contexto, se producen cortes llamativos y hay falta de unidad en varios relatos y discursos. Esto se puede ilustrar con varios ejemplos.

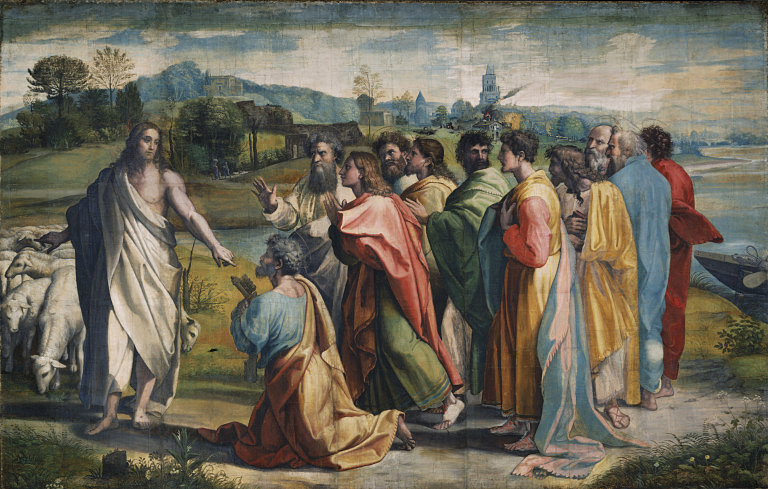
El encargo de Cristo a Pedro (1515), de Rafael Sanzio. Forma parte de los llamados cartones de Rafael, diseñados para la Capilla Sixtina y que hoy forman parte de la Royal Collection del Reino Unido. Esta obra se inspira en la escena propia del capítulo 21 del Evangelio de Juan, en la que Jesús resucitado repite a Simón Pedro que apaciente a sus ovejas (Juan 21, 15-17).

1. El capítulo 20 finaliza con el que sería el epílogo real del Evangelio que concluiría toda la obra. Sin embargo, el capítulo 21 continúa con las narraciones de Jesús resucitado, como si el epílogo no hubiera estado. Y al final del capítulo 21, se da una nueva conclusión del evangelio.
2. En Juan 7, 23, en medio de una discusión con los judíos sucedida en el marco de la fiesta judía de las Tiendas, Jesús dice que desean matarlo por haber realizado una curación en sábado, aludiendo al incidente de la curación del enfermo en la piscina de Bethesda, que finaliza en Juan 5, 18 y que habría sucedido varios meses, o tal vez más de un año antes en el marco de otra fiesta.
3. La escena de la curación del ciego de nacimiento, finaliza con el comienzo del discurso del buen pastor. Pero el discurso se interrumpe con un comentario, que sería la continuación del episodio del ciego de nacimiento. Así, el discurso del buen pastor parece una interpolación.
4. A partir del capítulo 13, el Evangelio desarrolla el proceso de la pasión, muerte y resurrección de Jesús. Al finalizar la última cena, Jesús da una orden: «Levántense, vámonos de aquí». Pero en el versículo siguiente, continúa como si no hubiera existido esa interrupción: «Yo soy la vid verdadera y mi Padre es el viñador». Las palabras con las que se retoma la narración aparecen recién en Juan 18, 1: «Habiendo dicho Jesús estas cosas, salió con sus discípulos al otro lado del torrente de Cedrón...» Resulta evidente que los capítulos 15, 16 y 17 fueron interpolados e interrumpen la unidad del relato.

También es curiosa la falta de unidad del relato, que se descubre en varios pasajes:
- Jesús bautizaba, pero en realidad Él no bautizaba, sino sus discípulos.
- «Si yo doy testimonio acerca de mí mismo, mi testimonio no vale»; pero «aunque yo doy testimonio acerca de mí mismo, mi testimonio es verdadero».
- Simón Pedro le dijo: «Señor, ¿a dónde vas?». Pero, «ninguno de ustedes me pregunta ¿a dónde vas?».
- «Les he dado a conocer todo lo que oí de mi Padre». Pero, «Todavía tengo muchas cosas que decirles».

Se han presentado varios intentos de explicación. La teoría actualmente más difundida es la de las ediciones múltiples, es decir, que el Evangelio de Juan es el resultado de un texto que creció con el transcurso del tiempo, con añadidos y notas provenientes del mismo autor o de otros miembros de la comunidad (Raymond E. Brown propuso la existencia de una comunidad joánica que habría participado en la edición y quizá en la redacción final del evangelio).
Los puntos notables de este evangelio son (1) la relación entre el Hijo y el Padre, (2) entre el redentor y los creyentes, (3) el anuncio del Espíritu Santo como Consolador, y (4) el énfasis sobre el amor como un elemento de carácter cristiano.
El evangelio fue escrito para personas conocedoras de la cultura judía y al mismo tiempo en contacto con el pensamiento griego; además se les pone en guardia frente al gnosticismo.

## El lenguaje del Evangelio de Juan
El lenguaje de una obra suele ser un descriptor de la personalidad del autor y de su relación con el grupo en que vive. Comparando la cantidad de veces que aparecen ciertas palabras en los Evangelios sinópticos, en los Hechos de los Apóstoles y en el Evangelio de Juan (Tabla 1), se observa la terminología que domina al cuarto evangelio, y la importancia que este otorga a considerar a Dios como «Padre» y a vivir la «vida» verdadera, que para el autor del evangelio consiste en «permanecer» en el «amor», la «luz» y la «verdad», ya que viviendo así se «conoce» a Dios, se «cree» en él, y se «da testimonio» de él.
| Término               | Evangelio de Mateo | Evangelio de Marcos | Evangelio de Lucas | Hechos de los Apóstoles | Evangelio de Juan |
| --------------------- | ------------------ | ------------------- | ------------------ | ----------------------- | ----------------- |
| Padre (patēr)         | 64                 | 18                  | 56                 | 35                      | 137               |
| Permanecer (menō)     | 3                  | 2                   | 7                  | 13                      | 40                |
| Vida (zōē)            | 7                  | 4                   | 5                  | 8                       | 36                |
| Amar (agápaō)         | 8                  | 5                   | 13                 | 0                       | 37                |
| Amor (agápē)          | 1                  | 0                   | 1                  | 0                       | 7                 |
| Amar (phileō)         | 5                  | 1                   | 2                  | 0                       | 13                |
| Luz (fōs)             | 7                  | 1                   | 7                  | 10                      | 23                |
| Verdad (alētheia)     | 1                  | 3                   | 3                  | 3                       | 25                |
| Verdadero (alēthinós) | 0                  | 0                   | 1                  | 0                       | 9                 |
| Conocer (ginóskō)     | 20                 | 12                  | 28                 | 16                      | 56                |
| Creer (pistéuō)       | 11                 | 14                  | 9                  | 37                      | 98                |
| Testimonio (martyría) | 0                  | 3                   | 1                  | 1                       | 14                |

El texto que nos ha llegado se caracteriza por gran sobriedad en las formas. En general pese a que los encabezados de los textos están realzados con frases relativamente complejas de gran elegancia, el  grueso del texto es pobre tanto en vocabulario como en estructuras gramaticales, resultando en algún caso manifiestamente oscuro. Como señala Castro Sánchez, el evangelio «ha sido compuesto en un estilo extremadamente sencillo, con una sintaxis elemental y un vocabulario reducido. Sólo encontramos  unas mil palabras diferentes. El lenguaje es directo. Usa con mucha frecuencia el presente histórico. Las frases se unen muchas veces con la partícula kai (“y”). A pesar de esta pobreza, se ha logrado una obra que pudiéramos denominar artística, porque ha dotado a ciertos vocablos vulgares de una dignidad y profundidad insospechadas».

## Personajes del evangelio

### La madre de Jesús

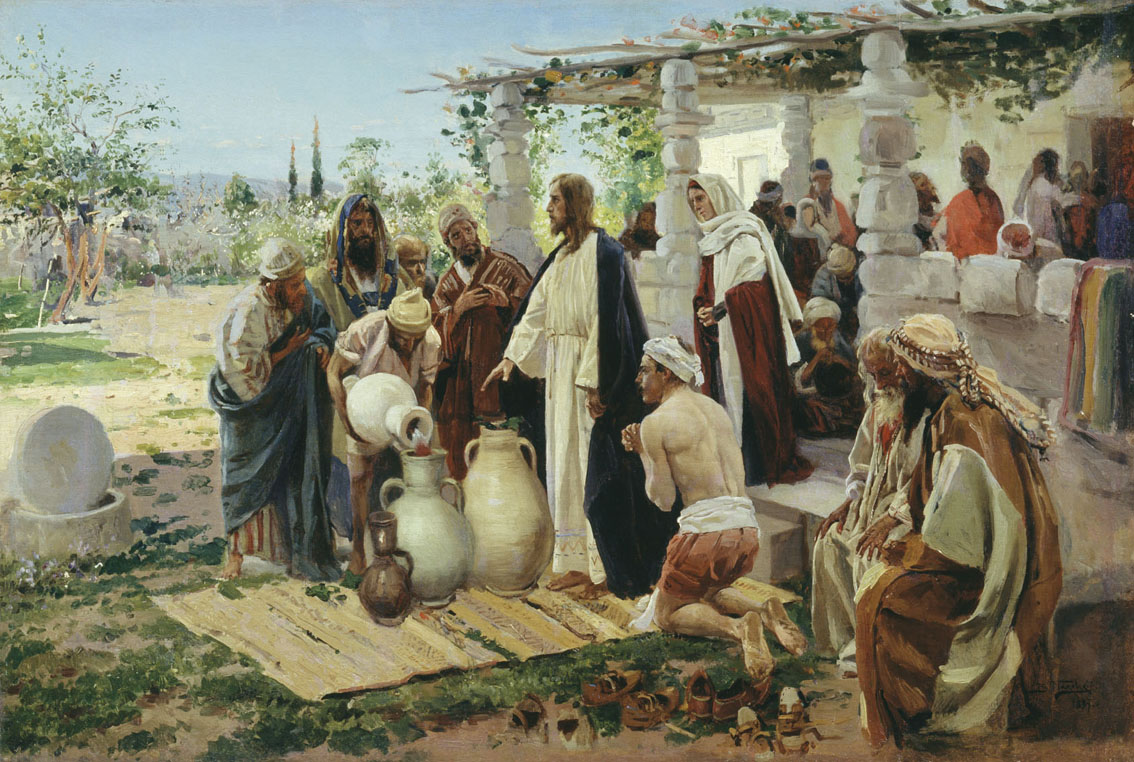
Las bodas de Caná (1887), del pintor realista ruso Vladímir Makovski. Óleo sobre tela ubicado en el Museo de arte moderno de Vítebsk. Las bodas de Caná es un pasaje único del Evangelio de Juan que no guarda paralelismo con ningún otro en los evangelios sinópticos, y uno de los dos momentos del evangelio en que está presente la madre de Jesús.

En el Evangelio de Juan, se encuadra la vida pública de Jesús con dos escenas en las que aparece su madre. Se trata de las bodas de Caná, y de la crucifixión y muerte de Jesús. El Evangelio de Juan guarda al respecto ciertas particularidades:
1. María solo aparece en estas dos escenas: no se la menciona en el resto del evangelio.
2. En ambas ocasiones, Jesús se refiere a ella llamándola «Mujer».
3. No se menciona a María por su nombre, pero en ambas ocasiones se le da el título de «madre de Jesús» (específicamente, «su madre»).

En el Evangelio de Juan, María es vista no solo como personalidad real sino además con un valor simbólico:
1. Aparece en los dos grandes momentos del evangelio: (a) en las bodas de Caná, comienzo del ministerio de Jesús, cuando todavía no ha llegado la hora, y (b) en la crucifixión y muerte de Jesús, cuando había llegado su hora de pasar de este mundo al Padre, la hora de su glorificación.
2. En ambos momentos, Jesús la llama «Mujer», palabra que recuerda a la primera mujer del Libro del Génesis, Eva, madre de todos los vivientes. El evangelista significa que, a partir de la glorificación de Jesús, hay una nueva mujer que es la madre de todos los que viven.
3. María es considerada en primera instancia con el título de «madre de Jesús» (su madre). Sin embargo, en la escena de la crucifixión, Jesús la confía al discípulo a quien él amaba: «He ahí a tu madre». Con ello, el Evangelio de Juan presenta a María como madre de los discípulos que aman a Jesús.

### El discípulo amado de Jesús
El Evangelio de Juan presenta la figura del discípulo a quien Jesús amaba en cinco pasajes. La mayoría de los estudiosos concuerda en que se trata de un personaje real, un testigo sobre cuyo testimonio fiable descansa la veracidad del propio evangelio: «El que lo vio lo atestigua, y su testimonio es verdadero; y él sabe que dice verdad, para que también vosotros creáis» (Juan 19, 35). La tradición cristiana lo ha identificado con Juan el Apóstol, aunque el Evangelio de Juan nunca lo menciona por su nombre. Existen discrepancias entre los exégetas sobre la identificación de esta figura, sin que al presente pueda asegurarse una solución que satisfaga a todos.
Al igual que en el caso de la madre de Jesús, el Evangelio de Juan otorga al personaje del discípulo amado un valor simbólico adicional al de su identidad histórica.
1. El discípulo amado aparece recostado sobre el pecho de Jesús, durante la Última Cena, lo que significa que goza de su familiaridad y confidencias. Entonces le pregunta quién es el discípulo que lo va a entregar, y recibe la respuesta de Jesús.
2. Durante la crucifixión de Jesús, el discípulo amado aparece al pie de la cruz, junto a la madre de Jesús. Jesús crucificado se la confía, y desde aquella hora el discípulo la acogió en su casa.
3. En el día de la resurrección de Jesús, el discípulo amado corre con Simón Pedro hacia el sepulcro vacío donde Jesús había sido sepultado. Llega primero al sepulcro, pero espera a Pedro para entrar y, al entrar, ve y cree.
4. El discípulo amado se presenta nuevamente al lado de Simón Pedro durante la aparición de Jesús resucitado a sus discípulos a orillas del Mar de Tiberíades, y es el primero en reconocer a Jesús.
5. Finalmente, el Evangelio de Juan presenta al discípulo amado como aquel de quien había corrido la voz de que no moriría. El evangelio explicita: «Pero Jesús no había dicho a Pedro: "No morirá", sino: "Si quiero que se quede hasta que yo venga."».

Considerando la dimensión simbólica del Evangelio de Juan, el discípulo amado por el Señor se identifica con el discípulo ideal de Jesús. El discípulo amado es aquel que:
1. tiene familiaridad con Jesucristo y recibe sus confidencias: se sienta junto a Jesús, y recibe la respuesta de Jesús;
2. permanece junto a la cruz del crucificado y recibe a María como a su propia madre;
3. tiene contacto habitual, sencillo y llano con Pedro, permanece junto a él y lo respeta;
4. sabe reconocer a Jesús resucitado presente; y
5. permanece fiel, es decir, que persevera hasta que Jesús vuelva.

### Los judíos
En algunos pasajes del Evangelio de Juan, los adversarios de Jesús de Nazaret son designados como «los judíos», en tanto que en ciertos versículos se refiere a Jesús y sus discípulos como si no fueran judíos.

Al atardecer de aquel día, el primero de la semana, estando cerradas las puertas del lugar donde se encontraban los discípulos por temor a los judíos, se presentó Jesús en medio de ellos y les dijo: «La paz con vosotros.»
Evangelio de Juan 20, 19

En algunos casos, los enemigos de Jesús son presentados como «judíos» aunque se tratara de galileos, es decir, habitantes de Galilea que murmuraban de él, o que discutían entre sí sobre él. El Evangelio de Juan puntualiza que nadie hablaba abiertamente de Jesús «por temor a los judíos». También Jesús se presenta refiriendo a sus adversarios como judíos, y aparecen en el evangelio expresiones tales como: «Jesús dijo a los judíos...». Jesús es llamado «judío» solamente por los extranjeros: por la mujer samaritana, y por Poncio Pilato. Como varios grupos religiosos no son mencionados (saduceos, zelotes, herodianos, etc.), «judíos» sería un término usado por el evangelista para designar a todos esos grupos en general y a las autoridades religiosas de Jerusalén de esa época en particular.

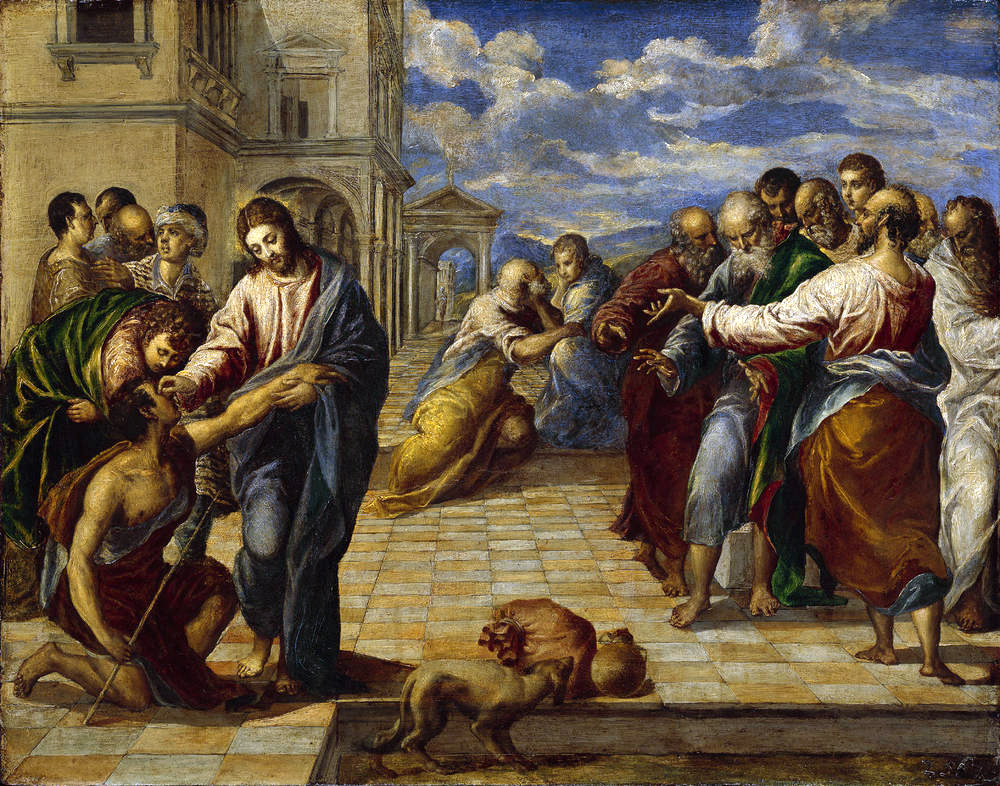
La curación del nacido ciego (1567), óleo sobre temple de El Greco. La obra se conserva en Gemäldegalerie Alte Meister, Dresde. El pasaje sobre la curación del ciego de nacimiento (Juan 9, 1-41) presenta en el Evangelio de Juan una singular envergadura y es el marco para una amplia polémica desatada por los enemigos de Jesús, presentados por el evangelista bajo el título de «los judíos».

Esto aparece incluso en diálogos que involucran a otros personajes, como los padres del ciego de nacimiento quienes, aunque supuestamente eran judíos, actuaban regidos por su «temor a los judíos»:

Sus padres respondieron: «Nosotros sabemos que este es nuestro hijo y que nació ciego. Pero, cómo ve ahora, no lo sabemos; ni quién le ha abierto los ojos, eso nosotros no lo sabemos. Preguntadle; edad tiene; puede hablar de sí mismo». Sus padres decían esto por temor a los judíos, que ya se habían puesto de acuerdo para excluir de la sinagoga al que reconociera a Jesús como Cristo.
Evangelio de Juan 9, 20-22

De todo lo anterior surge que el Evangelio de Juan utiliza en general el término «judío» para designar mayormente a aquellos que no aceptaban a Jesús. Con todo, se puede también observar que el término «judío» no aparece siempre con acepción peyorativa, porque el evangelista retuvo el texto en el que este nombre aparece unido al mayor elogio puesto en labios de Jesús de Nazaret en su diálogo con la mujer samaritana:

Vosotros adoráis lo que no conocéis; nosotros adoramos lo que conocemos, porque la salvación viene de los judíos.
Evangelio de Juan 4, 22

Además, el término «israelita» se usa en el Evangelio de Juan como título honorífico, y varios personajes que son presentados como judíos aparecen rodeados por una luz positiva, como sucede con Nicodemo, «notable entre los judíos», que defendió a Jesús ante los fariseos, y junto con José de Arimatea se ocupó de sepultarlo luego de su muerte. Incluso se menciona en varios pasajes a judíos que creyeron en Jesús.
El evangelista parece sugerir que la práctica de la excomunión y exclusión de la sinagoga existía ya en tiempos de Jesús, como también sugieren los manuscritos del Mar Muerto. Pero es posible que el Evangelio de Juan describa conflictos que tuvo la comunidad cristiana del evangelista con los miembros de la comunidad judía y que los proyecte hacia el pasado. En efecto, el Evangelio de Juan fue probablemente escrito tras la destrucción del templo de Jerusalén en el año 70, época en la que los seguidores de Jesús de origen judío fueron expulsados oficialmente de las sinagogas. Así, el Evangelio de Juan estaría adelantando a los tiempos de Jesús la situación particular que sufrió la comunidad joánica.

### Los apóstoles

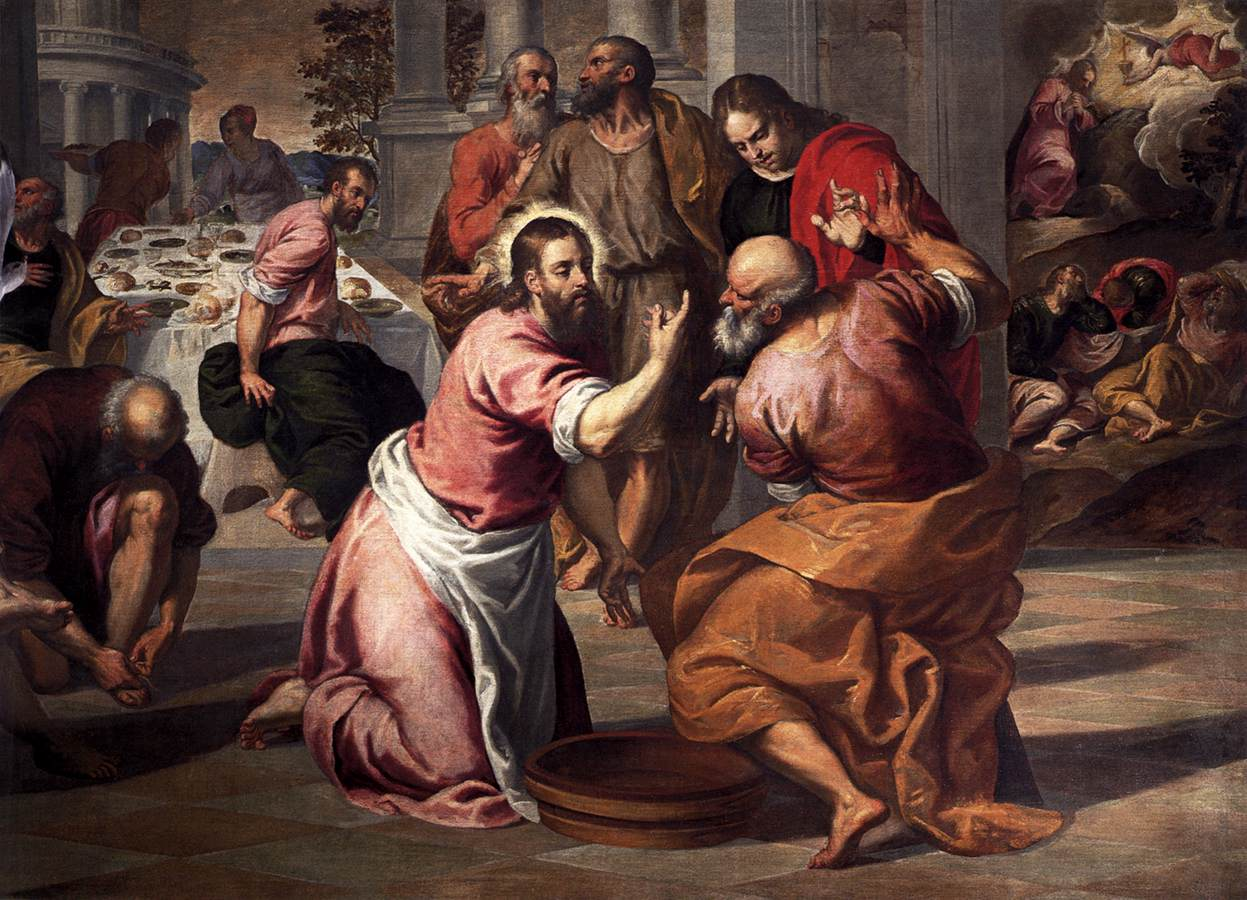
El lavatorio de los pies (ca. 1591-1592), óleo sobre tela de Palma el Joven que se conserva en San Giovanni in Bragora. El pasaje en que Jesús lava los pies de sus discípulos durante la última cena (Juan 13, 2-15) se encuentra únicamente en el Evangelio de Juan y muestra a Simón Pedro como partícipe necesario. La participación de los apóstoles en general y de Simón Pedro en particular es mayor en el Evangelio de Juan que en los evangelios sinópticos.

El Evangelio de Juan es el evangelio canónico en que más asiduamente se cita a los apóstoles. Según Chapman, el Evangelio de Juan menciona nombres de apóstoles 74 veces, contra 50 del Evangelio de Marcos, 43 del Evangelio de Lucas y 40 del Evangelio de Mateo. Entre ellas se destacan las siguientes citaciones: 40 veces a Simón Pedro (como Simón, Pedro, Simón Pedro, o Cefas), 5 veces a Andrés, 12 a Felipe, 1 a Judas –no el Iscariote– (probable Judas Tadeo), 7 a Tomás, y 11 a Judas Iscariote.
Llamativamente, el Evangelio de Juan no hace mención de Juan el Apóstol siquiera una vez, ni tampoco de su hermano Santiago el Mayor. Aun la expresión que los agrupa a ambos, «hijos de Zebedeo», aparece únicamente una vez, en el apéndice que la gran mayoría de los estudiosos clasifica como un agregado posterior a la redacción del corpus del evangelio. Ese silencio absoluto respecto de Juan el Apóstol y de su hermano Santiago es tanto más sugestivo cuanto que Juan el Apóstol aparece 17 veces en los Evangelios sinópticos, en tanto que Santiago el Mayor es mencionado 15 veces y la expresión «hijos de Zebedeo» –sin nombrarlos expresamente– 3 veces.
Para este silencio se han propuesto razones diversas que no satisfacen a los estudiosos de forma unánime. El escriturista Luis H. Rivas, señala: «no se ha encontrado una explicación satisfactoria para este silencio». John Chapman propuso que el autor del evangelio habría velado su propio nombre. J. de Maldonado sugirió que la comunidad cristiana de Asia, durante la redacción final del Evangelio de Juan, pudo velar el nombre de Juan el Apóstol bajo el título de «discípulo a quien Jesús amaba», cuya persona y méritos habrían conocido personalmente. El silencio del Evangelio de Juan sobre la figura de Juan el Apóstol parece tan deliberado como el silencio sobre la identidad del «discípulo amado». Este punto es reconocido también por Joseph N. Sanders, aunque este autor no está de acuerdo con la identificación de Juan el Apóstol con la figura del «discípulo amado».

### Juan el Bautista

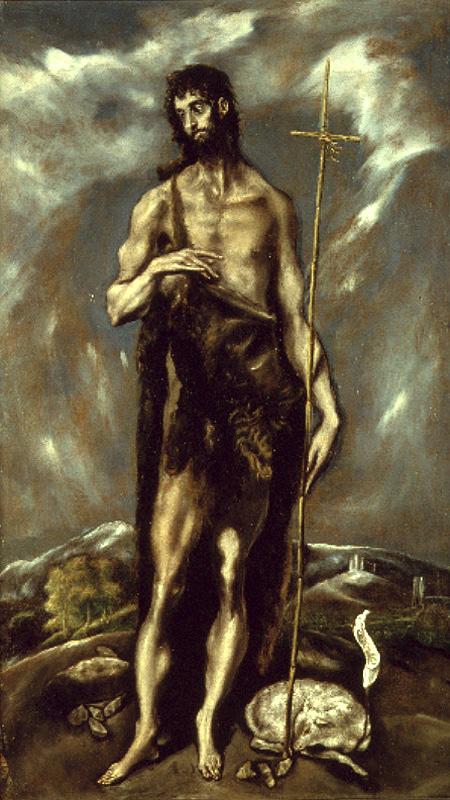
San Juan el Bautista (ca. 1600-1605), por El Greco. Museo de Bellas Artes de Valencia. A la derecha puede notarse un cordero, en alusión al anuncio de Juan el Bautista: «He ahí el Cordero de Dios», propio del Evangelio de Juan.

En el Evangelio de Juan, Juan el Bautista recibe como único título el de «testigo», es decir, el que ha venido a dar testimonio.
En los evangelios sinópticos:
1. Juan el Bautista aparece bautizando a Jesús.
2. Se lo elogia con expresiones laudatorias puestas en labios de propio Jesús: que Juan es «más que un profeta» y que no ha nacido de mujer «ningún hombre más grande que Juan el Bautista».
3. Adicionalmente, se señala su martirio al final de su vida.

En cambio, en el Evangelio de Juan:
1. No se menciona el relato del bautismo de Jesús a manos de Juan el Bautista.
2. Se omiten los elogios que prodigan los otros evangelios.
3. No se menciona su martirio.

Además, el Evangelio de Juan remarca dos diferencias entre Jesús y Juan el Bautista:
1. Jesús es presentado como «la luz», y Juan el Bautista como «testigo de la luz».
2. Jesús es presentado como «la Palabra» (el Verbo o Logos), mientras que Juan el Bautista es solamente «la voz». Y, aunque Juan vino primero, Jesús es anterior a Juan.

Todo esto sugiere un aparente interés del evangelista por evitar dar un relieve muy marcado a la figura de Juan el Bautista.
El libro de los Hechos de los Apóstoles indica que en Éfeso, Pablo de Tarso conoció gente que solamente sabía del bautismo de Juan el Bautista y no del bautismo de Jesús, tal el caso de Apolo. Resulta sugestiva la coincidencia de que estos seguidores del Bautista se encontraban en el mismo lugar en que se supone fue redactado el Evangelio de Juan. Además, el Evangelio de Juan señala que los primeros discípulos de Jesús surgieron de las filas de los seguidores de Juan el Bautista. Esto lleva a suponer que, más allá de la grandeza que los evangelios confieren a Juan el Bautista, el evangelista quiere situarlo en un plano inferior al de Jesús de Nazaret, tal las palabras que pone en labios de Juan el Bautista:

«Es necesario que él (Jesús) crezca y que yo disminuya.»
Evangelio de Juan 3:30

### Nicodemo

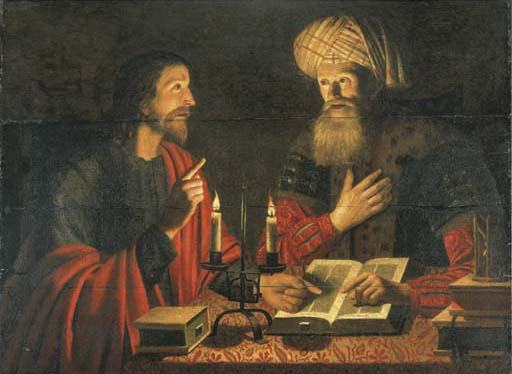
Cristo enseña a Nicodemo (Christus onderwijst Nicodemus), de Crijn Hendricksz Volmarijn. Tanto los personajes y sus actitudes, como el juego de luz-oscuridad de la obra, manifiestan su inspiración en el Evangelio de Juan (Juan 3, 1-21).

El capítulo 3 del Evangelio de Juan aparece dominado por el encuentro de Jesús de Nazaret con Nicodemo, personaje que reaparecerá posteriormente en otros pasajes.
El Evangelio de Juan presenta a Nicodemo como fariseo, designado como «arjōn entre los judíos», que significa principal, notable. Se trata de un título con el que además se podía hacer referencia a un miembro del Sanedrín. Se dice que Nicodemo era «maestro de Israel», por lo que el evangelista resume en él a los judíos eruditos que conocían la Ley. El evangelista insiste en mencionar que Nicodemo fue a Jesús «de noche». Se trata de un significado simbólico: el diálogo de Nicodemo con Jesús se desarrolló «en la oscuridad», como el de alguien que no capta todavía el verdadero significado de la persona de Jesús. Sin embargo, el evangelista señala que «en la noche», Nicodemo fue a Jesús. Con ello lo diferencia de personajes como Judas Iscariote quien, durante la última cena, se alejó de Jesús «hacia la noche».

### La samaritana

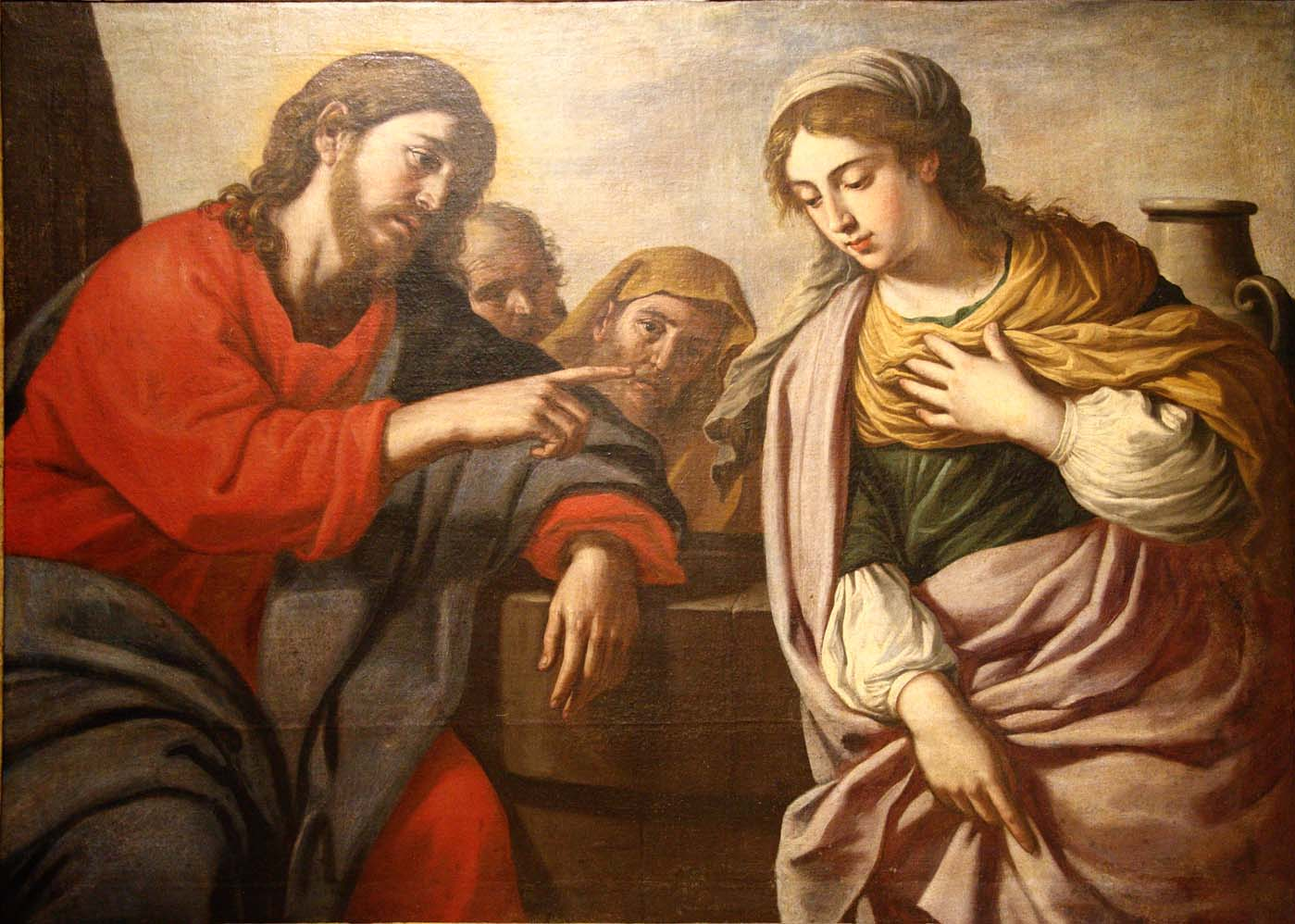
Cristo y la mujer samaritana, obra de Stefano Erardi expuesta en el National Museum of Fine Arts, Valletta, Malta. Este óleo sobre lienzo se inspira en el relato del capítulo 4 del Evangelio de Juan.

De igual forma que Nicodemo representa a los judíos eruditos conocedores de la Ley, la mujer samaritana representa en el Evangelio de Juan a todos los paganos. De igual forma que los profetas acusaban de adulterio al pueblo de Israel cuando abandonaba al Dios único para ir detrás de los dioses falsos, el Evangelio de Juan presenta el siguiente diálogo entre Jesús y la samaritana:

La mujer respondió: «No tengo marido».
 Jesús continuó: «Tienes razón al decir que no tienes marido, porque has tenido cinco y el que ahora tienes no es tu marido; en eso has dicho la verdad».
Evangelio de Juan 4, 17-18

Se puede entender estas frases en sentido literal o alegórico. En el primer caso, cabe preguntarse si se trata de matrimonios sucesivos, o de adulterios de la mujer. Para la moral de los judíos, aunque se tratara de matrimonios sucesivos, resultaba ilegal tener cinco uniones porque no se permitían más de tres. Pero también se le da una interpretación alegórica, en relación con los cinco pueblos de donde provenían los antiguos samaritanos y a las divinidades que habían adorado en la Antigüedad. Si bien el Antiguo Testamento enumera 7 dioses, Flavio Josefo señala que «eran cinco pueblos y cada uno llevó consigo su propio dios». Así, el Evangelio de Juan reprocharía al pueblo samaritano, representado por la mujer, por haber adherido antiguamente a las falsas divinidades.

## Recepción
El Evangelio de Juan fue muy apreciado por las corrientes gnósticas por el papel que asigna al Logos, por el Discurso de Despedida de Jesús y por cómo opone la luz y las tinieblas. Ello complicó su entrada en el canon cristiano del Nuevo Testamento.

## Citas bíblicas
1. ↑  Juan 1, 1-18.
2. ↑  Juan 12, 37-50.
3. ↑  Juan 13, 1.
4. ↑  Juan 20, 30-31.
5. ↑  Juan 21, 1-23.
6. ↑  Juan 21, 24-25.
7. ↑  Juan 2, 4; Juan 7, 30; Juan 8, 20.
8. ↑  Juan 12, 23-27.
9. ↑  Juan 13, 1.
10. ↑  Juan 10, 30.
11. ↑  Juan 1, 1-3.
12. ↑  Juan 3,17; Juan 5, 36; Juan 6, 29; Juan 7, 29; Juan 8, 42; Juan 11, 42; Juan 17, 3-5.
13. ↑  Juan 1, 17.
14. ↑  Juan 1, 18; Juan 7, 33; Juan 13, 3; Juan 16, 5; Juan 17, 11.
15. ↑  Juan 20, 30-31.
16. ↑  Juan 21, 24-25.
17. ↑  Juan 9, 1-41.
18. ↑  Juan 10, 1.
19. ↑  Juan 10, 19-21.
20. ↑  Juan 14, 31.
21. ↑  Juan 15, 1.
22. ↑  Juan 3, 22.
23. ↑  Juan 4, 2.
24. ↑  Juan 5, 31.
25. ↑  Juan 8, 14.
26. ↑  Juan 13, 36.
27. ↑  Juan 16, 5.
28. ↑  Juan 15, 15.
29. ↑  Juan 16, 12.
30. ↑  Por ejemplo, en Juan 13, 1.
31. ↑  Juan 2, 1-11.
32. ↑  Juan 19, 25-27.
33. ↑  Génesis 3, 20.
34. ↑  Juan 13, 21-26.
35. ↑  Juan 19, 26-27.
36. ↑  Juan 20, 1-9.
37. ↑  Juan 21, 4-8.
38. ↑  Juan 21, 20-23.
39. ↑  Juan 13, 23-26.
40. ↑  Juan 19, 25-27.
41. ↑  Juan 20, 1-8.
42. ↑  Juan 21, 1-7.
43. ↑  Juan 21, 20-23.
44. ↑  Juan 6, 41.
45. ↑  Juan 6, 52.
46. ↑  Juan 7, 12-13.
47. ↑  Juan 13, 33.
48. ↑  Juan 4, 9.
49. ↑  Juan 18, 33-34.
50. ↑  Juan 1, 47.
51. ↑  Juan 3, 1.
52. ↑  Juan 7, 50-51.
53. ↑  Juan 19, 38-42.
54. ↑  Juan 8, 31; Juan 11, 45.
55. ↑  Juan 21, 2.
56. ↑  Juan 1, 7; Juan 1, 19; Juan 1, 33-34.
57. ↑  Mateo 11, 9; Lucas 7, 26-28.
58. ↑  Mateo 14, 3-12; Marcos 6, 17-29.
59. ↑  Juan 1, 8.
60. ↑  Juan 1, 1; Juan 1, 14.
61. ↑  Juan 1, 23.
62. ↑  Juan 1, 15; Juan 1, 30.
63. ↑  Hechos 18, 24-25.
64. ↑  Juan 1, 35-51.
65. ↑  Juan 3, 1-21.
66. ↑  Juan 7, 50-52; Juan 19, 39-42.
67. ↑  Juan 3, 1.
68. ↑  Juan 3, 10.
69. ↑  Juan 3, 1-2; Juan 7, 50; Juan 19, 39.
70. ↑  Juan 13, 21-30.
71. ↑  2Reyes 17, 24-34.